# Марчук, Иван Дмитриевич
Иван Дмитриевич Марчук (род. 28 февраля 1944 года, Иванковцы, Тернопольская область) — советский и российский военачальник, генерал-полковник (4.01.1994).

## Биография
Из крестьянской семьи. Украинец.
В Советской Армии с 1962 года. Окончил Ленинградское училище военных сообщений имени М. В. Фрунзе в 1965 году. С 1965 года — командир автомобильного взвода 132-го отдельного мостового железнодорожного батальона 1-й отдельной железнодорожной бригады в Сибирском военном округе, в 1968 году — заместитель командира автомобильной роты по технической части там же, с октября 1968 по 1970 год — командир роты подвижных мастерских — начальник мастерских отдельного технического железнодорожного батальона там же.
В 1974 году окончил Военную академию тыла и транспорта. С 1974 года командир отдельного технического железнодорожного батальона отдельной железнодорожной бригады в Дальневосточном военном округе, с февраля 1977 года заместитель командира отдельной железнодорожной бригады по технической части там же. С апреля 1979 года заместитель командира железнодорожного корпуса по технической части в Уральском военном округе. С апреля 1986 года командир отдельной железнодорожной бригады в Московском военном округе. С февраля 1988 года — заместитель начальника, с февраля 1991 года первый заместитель начальника, а с мая 1992 года — начальник Центрального дорожно-строительного управления Минобороны России. С 8 декабря 1992 года по 1998 год начальник Федерального дорожно-строительного управления (ФДСУ) при Министерстве обороны Российской Федерации. В июле 1997 года был подписан указ Президента РФ о передаче ФДСУ в Федеральную дорожную службу России (ФДС России), но уже 6 октября того же года этот указ был отменен, ФДСУ ликвидировано, подчинённые ему войска и материальная база переданы в состав Федеральной службы специального строительства России (Росспецстроя). С марта 1998 года находился в распоряжении Министра обороны, а затем в запасе, с сентября 2002 года — в отставке.
Живёт в Москве, активно занимается общественной деятельностью. Президент НКО «Российский автотранспортный союз». Член Общественного совета при Федеральной службе по надзору в сфере транспорта (с 2007). С декабря 2012 года является ведущим аналитиком (генеральным инспектором) Управления генеральных инспекторов Министерства обороны Российской Федерации. Кандидат технических наук.

## Награды
- орден «За службу Родине в Вооружённых Силах СССР» 2-й степени
- орден «За службу Родине в Вооружённых Силах СССР» 3-й степени
- медали
- «Заслуженный строитель Российской Федерации»
- Почётная грамота Правительства Российской Федерации (26.02.2004)[5]